# Релаксація напружень
Релакса́ція напру́жень у матеріалознавстві (англ. stress relaxation) — самовільне зменшення напружень у матеріалі, пов'язане з перерозподілом між пружною і пластичною деформаціями.

## Загальні положення

Залежність a) деформації і b) напруження від часу в умовах релаксації

Напруження, що зазнають релаксації або спеціально можуть бути створені при складанні вузлів машин і установок для забезпечення нормальної роботи останніх (наприклад, кріпильні з'єднання, пружні елементи), або вони неминуче виникають в процесі виготовлення деталей (технологічні напруження). Зокрема, релаксація напружень може спостерігатися при вилежуванні деталі після термічної обробки, при низькотемпературному відпуску, при змінному навантаженні в умовах заданої амплітуди деформації тощо. Дослідження показують, що релаксація напружень може відбуватися в різних металах і сплавах при нормальній, високих, а в ряді випадків і за низьких температур.
Вважається доведеним, що релаксація напружень (подібно до повзучості) є результатом як зсувних дислокаційних, так і дифузійних процесів. Процеси першого типу пов'язані з кооперативним пересуванням групи атомів (наприклад, по площинах зсувів). Процеси другого типу — з індивідуальним переміщенням окремих атомів як біля границь зерен основної структури, так і по всьому об'єму полікристала. Переважна роль того чи іншого явища, яке обумовлює процес релаксації, залежить від робочої температури і від рівня діючих напружень.
Стійкість матеріалу до релаксації напружень можна підвищити за допомогою:
- термічної обробки, що забезпечує оптимальну для релаксаційної стійкості структуру;
- стабілізації, що збільшує опір релаксації (і повзучості) на першій стадії процесу;
- термомеханічної обробки;
- повторних навантажень.

## Закономірності, що спостерігаються при релаксації напружень
Процес релаксації напружень можна продемонструвати таким способом: зразок довжиною l закладається у захопні пристрої випробувальної розривної машини й розтягується на величину Δl й утримується у такому стані.
Зниження напружень при релаксації відбувається внаслідок поступового зменшення пружної деформації і приросту на ту ж величину в'язкопружної та в'язкопластичної складових деформації. Повна деформація на початку деформування дорівнює пружній і є сталою. Але з перебігом часу пружна деформація «перероджується» у пластичну і напруження в матеріалі прямують згодом до нуля, матеріал розвантажується.
Процес релаксації можна розбити на декілька стадій, але найчастіше виділяють дві стадії: першу, протягом якої зниження напружень у навантаженій деталі відбувається швидко зі значним спаданням швидкості релаксації, і другу, протягом якої зниження напруження відбувається значно повільніше з поступово спадною швидкістю релаксації. Тривалість першої стадії суттєво залежить від виду матеріалу, а також величини температури й початкового напруження.
Переважно вважають, що наростання в'язкопластичної складової деформації в процесі релаксації схоже до наростання її в умовах повзучості. Однак швидкість релаксації не можна ототожнювати зі швидкістю повзучості, оскільки механізм виникнення й наростання в'язкопластичної деформації в умовах релаксації дещо відрізняється. При релаксації зменшення напружень у деталі викликається наростанням в'язкопластичної деформації за рахунок пружної в умовах сталої довжини зразка (деталі), а при повзучості наростання в'язкопластичної складової деформації відбувається виключно за рахунок видовження. При цьому загальна деформація в умовах повзучості буде значно більшою, ніж деформація, досягнута в умовах релаксації.